# 普拉罗斯蒂诺
普拉罗斯蒂诺（義大利語：Prarostino），是意大利都灵省的一个市镇。总面积10平方公里，人口1281人，人口密度128.1人/平方公里（2009年）。ISTAT代码为001205。

## 友好城市
- 瑞士蒙叙罗勒 1976年